# Natalija Buksa
Natalija Ihoriwna Buksa (ukrainisch Наталія Ігорівна Букса, wiss. Transliteration Natalija Ihorivna Buksa, beim Weltschachbund FIDE Nataliya Buksa; * 6. November 1996) ist eine ukrainische Schachspielerin.

## Leben und Werk

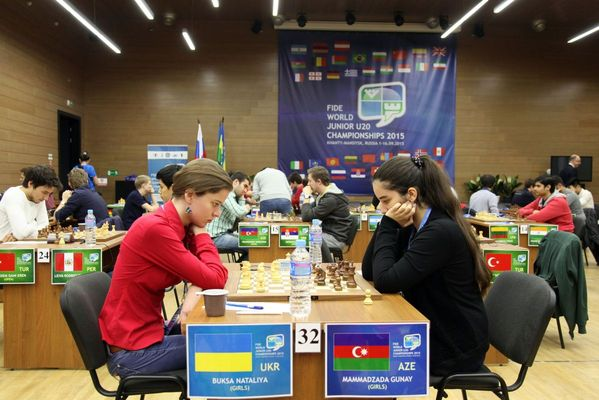
Natalija Buksa - Günay Məmmədzada bei der Juniorenweltmeisterschaft 2015

Buksa spielt Schach aktiv seit 2006 und gewann 2015 in Chanty-Mansijsk die Juniorenweltmeisterschaft (U20) und wurde dadurch Großmeisterin der Frauen (WGM) und qualifizierte sich für die Schachweltmeisterschaft der Frauen 2017. Sie vertrat die Ukraine bei der Mannschaftsweltmeisterschaft der Frauen 2017 und gewann die individuelle Bronzemedaille auf dem Reservebrett. Im November 2017 wurde sie in Budapest Vierte beim First Saturday Mixed Grandmasters Tournament mit 5 von 9 Punkten.
Buksa gewann 2018 in Kiew die Ukrainische Schachmeisterschaft der Frauen. Beim FIDE-Kongress 2018 im georgischen Batumi wurde ihr der Titel Internationaler Meister (IM) verliehen.
Bei der Schach-Europameisterschaft der Frauen 2024 belegte Buksa den zweiten Platz.
Im September 2018 erreichte sie ihre höchste Elo-Zahl auf der FIDE-Liste mit 2437 Punkten und war die fünftbeste Spielerin in der Ukraine. Ab Januar 2022 hat sie eine Punktzahl von 2401, was ihre Nummer 54 in den Top 100 der Frauen ausmacht.
Buksa ist seit 2018 mit dem aserbaidschanischen Schachgroßmeister Rauf Məmmədov verheiratet.